# Aston Villa Football Club 2003-2004
Questa pagina raccoglie i dati riguardanti l'Aston Villa Football Club nelle competizioni ufficiali della stagione 2003-2004.

## Rosa
| N. |                        | Ruolo | Calciatore          |
| -- | ---------------------- | ----- | ------------------- |
| 1  | Danimarca (bandiera)   | P     | Thomas Sørensen     |
| 2  | Galles (bandiera)      | D     | Mark Delaney        |
| 3  | Inghilterra (bandiera) | D     | Jlloyd Samuel       |
| 4  | Svezia (bandiera)      | D     | Olof Mellberg       |
| 5  | Turchia (bandiera)     | D     | Alpay Özalan        |
| 6  | Inghilterra (bandiera) | C     | Gareth Barry        |
| 7  | Inghilterra (bandiera) | C     | Lee Hendrie         |
| 8  | Inghilterra (bandiera) | C     | Gavin McCann        |
| 9  | Inghilterra (bandiera) | A     | Dion Dublin         |
| 10 | Inghilterra (bandiera) | A     | Darius Vassell      |
| 11 | Irlanda (bandiera)     | D     | Steve Staunton      |
| 12 | Germania (bandiera)    | C     | Thomas Hitzlsperger |
| 13 | Paesi Bassi (bandiera) | P     | Stefan Postma       |
| 14 | Svezia (bandiera)      | A     | Marcus Allbäck      |
| 15 | Ecuador (bandiera)     | D     | Ulises de la Cruz   |

| N. |                             | Ruolo | Calciatore        |
| -- | --------------------------- | ----- | ----------------- |
| 16 | Inghilterra (bandiera)      | A     | Peter Crouch      |
| 17 | Inghilterra (bandiera)      | C     | Peter Whittingham |
| 18 | Colombia (bandiera)         | A     | Juan Pablo Ángel  |
| 19 | Croazia (bandiera)          | A     | Boško Balaban     |
| 20 | Marocco (bandiera)          | C     | Mustapha Hadji    |
| 21 | Irlanda del Nord (bandiera) | C     | Steven Davis      |
| 22 | Marocco (bandiera)          | C     | Hassan Kachloul   |
| 23 | Inghilterra (bandiera)      | A     | Stefan Moore      |
| 24 | Inghilterra (bandiera)      | D     | Liam Ridgewell    |
| 25 | Finlandia (bandiera)        | P     | Peter Enckelman   |
| 26 | Irlanda (bandiera)          | C     | Mark Kinsella     |
| 27 | Norvegia (bandiera)         | D     | Ronny Johnsen     |
| 28 | Inghilterra (bandiera)      | D     | Danny Jackman     |
| 30 | Inghilterra (bandiera)      | D     | Stephen Cooke     |
| 31 | Inghilterra (bandiera)      | A     | Luke Moore        |

## Statistiche

### Statistiche di squadra
| Competizione   | Punti | In casa | In casa | In casa | In casa | In casa | In casa | In trasferta | In trasferta | In trasferta | In trasferta | In trasferta | In trasferta | Totale | Totale | Totale | Totale | Totale | Totale | DR  |
| Competizione   | Punti | G       | V       | N       | P       | Gf      | Gs      | G            | V            | N            | P            | Gf           | Gs           | G      | V      | N      | P      | Gf     | Gs     | DR  |
| -------------- | ----- | ------- | ------- | ------- | ------- | ------- | ------- | ------------ | ------------ | ------------ | ------------ | ------------ | ------------ | ------ | ------ | ------ | ------ | ------ | ------ | --- |
| Premier League | 56    | 19      | 9       | 6       | 4       | 24      | 19      | 19           | 6            | 5            | 8            | 24           | 25           | 38     | 15     | 11     | 12     | 48     | 44     | +4  |
| FA Cup         | -     | 1       | 0       | 0       | 1       | 1       | 2       | 0            | 0            | 0            | 0            | 0            | 0            | 1      | 0      | 0      | 1      | 1      | 2      | -1  |
| League Cup     | -     | 4       | 4       | 0       | 0       | 8       | 1       | 2            | 1            | 0            | 1            | 7            | 5            | 6      | 5      | 0      | 1      | 15     | 6      | +9  |
| Totale         | -     | 24      | 13      | 6       | 5       | 33      | 22      | 21           | 7            | 5            | 9            | 31           | 30           | 45     | 20     | 11     | 14     | 64     | 52     | +12 |